# Dårskap i Monte Carlo
Dårskap i Monte Carlo (engelska: Loser Takes All)
är en brittisk komedifilm från 1956 i regi av Ken Annakin.
Filmen är baserad på Graham Greenes novell med samma namn.

## Handling
Bertrand och Cary reser till Monte Carlo på bröllopsresa. Väl där överger han sin fru för spel.

## Rollista i urval
- Glynis Johns - Cary
- Rossano Brazzi - Bertrand
- Robert Morley - Dreuther
- Tony Britton - Tony
- Felix Aylmer - den andre
- Geoffrey Keen - receptionisten
- Albert Lieven - hotellchefen
- Shirley Anne Field - flickan i kasinot